# Corps Franconia Karlsruhe
Das Corps Franconia Karlsruhe ist eine Karlsruher Studentenverbindung im Weinheimer Senioren-Convent. Das Corps ist farbentragend und pflichtschlagend, seine Mitglieder nennt man Karlsruher Franken. Es vereint Studenten und Absolventen des Karlsruher Institut für Technologie und anderen Karlsruher Hochschulen. Es bildet zusammen mit den Weinheimer Corps Saxonia, Alemannia und Friso-Cheruskia den Karlsruher Senioren-Convent.
Franconia ist die älteste noch bestehende Studentenverbindung in Karlsruhe. Sie ist zudem eines der ältesten Corps im WSC, zu dessen Gründungsmitgliedern sie gehört.

## Couleur
Franconia trägt die Farben grün-weiß-rot mit silberner Perkussion. Die Fuchsenfarben sind grün-weiß-grün. Hierzu wird eine grüne Mütze getragen.

## Geschichte
Am 15. November 1839 wurde das Corps Franconia von 14 Gründerburschen, darunter fünf Corpsstudenten bereits bestehender Corps (Guestphalia Heidelberg, Suevia Heidelberg, Hassia Gießen), gestiftet. Als Farben wurden grün-gelb-schwarz mit goldener Perkussion gewählt. In dem heutigen Wappen stehen für die Gründerburschen die vierzehn Sterne, die sich um den Löwen in der unteren rechten Ecke verteilen.
Mit dem 1840 gegründeten Corps Rhenania Karlsruhe bildete Franconia den ersten Karlsruher Senioren-Convent, zu dem wenig später weitere Corps traten. Um bei Differenzen innerhalb des SC ihre Position zu stärken, gründete Franconia am 8. Januar 1843 das Tochtercorps Suevia mit den Farben grün-weiß-rot. Als Suevia am 1. März 1843 wieder in Franconia aufging, übernahm das Corps Franconia die Farben und führt sie bis heute.
Franconia schloss 1863 ein Kartell mit dem Corps Rhenania Zürich (heute in Braunschweig ansässig). Diese beiden Corps begründeten zusammen mit Stauffia Stuttgart und Slesvico-Holsatia Hannover 1874 den Viererbund. Drei der im Viererbund vertretenen Corps gehörten zu den Gründungsmitgliedern des heutigen Dachverbandes WSC.
1897 wurde der Viererbund mit dem Corps Saxonia-Berlin zu Aachen zum Fünferbund erweitert. Dieser wurde 1930 wegen Unstimmigkeiten aufgelöst, aber 1980 wieder ins Leben gerufen. Seitdem besteht er ununterbrochen bis heute.
Nachdem sich der WSC am 20. Oktober 1935 aufgelöst hatte, beschloss Franconia im November 1935 die Suspension, die Altherrenvereinigung bestand jedoch fort. Nach einer Hausdurchsuchung mit Beschlagnahmung von Büchern und Unterlagen wurde die AHV durch die Gestapo laut Bekanntmachung vom 30. März 1939 aufgelöst.
Die von den Nationalsozialisten auf dem Corpshaus eingerichtete „Kameradschaft“, die endgültig den Namen „Walter Borbet“ trug, wurde seit 1942 von Franconia betreut. Das Corpshaus in der Ettlinger Straße 11/13 wurde im Zweiten Weltkrieg durch Bombentreffer zerstört.
Nach dessen Ende wurde zunächst die AHV am 5. September 1948 reaktiviert und am 5. Dezember 1948 der „Studentenclub Franconia“ als Traditionsträger des Corps gegründet. Durch dessen Mitglieder wurde das Corps auf dem Stiftungsfest am 28. Mai 1949 restituiert. Der Weinheimer Verband Alter Corpsstudenten restituierte im selben Jahr, der Karlsruher Senioren-Convent ein Jahr später.
Da das alte Corpshaus zerstört war, wurde in weitgehender Eigenregie von Aktiven, Inaktiven und Alten Herren zunächst ein angrenzendes Haus zum „provisorischen Corpshaus“ erweitert. Somit konnte zumindest der Aktivenbetrieb wieder aufgenommen werden. Da diese Lösung aber auf Dauer keinen Bestand haben konnte, erwarb Franconia schließlich 1955 das heutige Corpshaus in der Karlstraße 6.

## Bekannte Mitglieder
In alphabetischer Reihenfolge
- Ernst Blankenhorn (1853–1917), Politiker
- Walter Borbet (1881–1942), Generaldirektor des Bochumer Vereins, Vorstandsvorsitzender der Ruhrstahl AG
- Theodore Brune (1854–1932), deutsch-amerikanischer Architekt
- Carl Clemm (1836–1899), Unternehmer, Mitbegründer der BASF
- Gustav Daverio (1839–1899), Gründer der Werkzeugfabrik Daverio & Cie., der späteren Maschinenfabrik Oerlikon, und des Zürcher Konstruktionsbüros für Müllereimaschinen Daverio-Henrici & Cie.
- Oswald Dietz (1823–1898), Gründer der Republikanischen Gesellschaft und des Arbeitervereins Wiesbaden, Sekretär und Archivar der Zentralbehörde des Bundes der Kommunisten in London, Ingenieur und Politiker in den USA
- Theodor Ehrhardt (1875–1952), Industrieller, Vorsitzender der Maschinenfabrik Ehrhardt & Sehmer
- Carl d’Ester (1838–1879), Musikdirektor in Frankfurt/Main und Wiesbaden
- Hermann Franz (1928–2016), Ingenieur, ehemaliger Aufsichtsratsvorsitzender der Siemens AG (1993–1999)
- Victor Fredenhagen (1876–1934), Offenbacher Maschinenfabrikant
- Claus-Dieter Freymann (* 1938), Professor der Erziehungswissenschaften, Vorsitzender des Kuratoriums des Diakonischen Werkes im Kirchenkreis An der Ruhr, Jazzmusiker
- Fritz Gliem (1934–2020), Elektrotechniker, Pionier der Raumfahrtelektronik in Deutschland
- Hubert Grouven (1831–1884), Agrikulturchemiker
- Adolf Helbling (1824–1897), Bauingenieur und Architekt, Vorstand der Baudirektion der Generaldirektion der Badischen Staatsbahnen
- Artur Adolf Konradi (1880–1951), Handelsattaché der deutschen Gesandtschaft in Rumänien, Generalsekretär der Rumänisch-deutschen Handelskammer, Landesgruppenleiter der Auslandsorganisation der NSDAP in Rumänien
- Günter Lipphardt (1927–2017), Verfahrensingenieur bei der Hoechst AG, Honorarprofessor der Universität Stuttgart
- Gustav Martin (1862–1947), Chemiker, Vorstand und Generaldirektor der Silikat- und Schamotte-Fabriken Martin & Pagelstecher AG
- Emil Rudolf Mewes (1885–1949), Architekt
- Emil Möhrlin (1883–1952), baden-württembergischer Fabrikant von Heizungs- und Lüftungsanlagen, Mitglied der Verfassunggebenden Landesversammlung und des Landtages von Württemberg-Baden, Mitglied der Verfassunggebenden Landesversammlung von Baden-Württemberg
- Antônio Francisco de Paula Souza (1843–1917), Wegbereiter des brasilianischen Eisenbahnsystems, Außenminister (1892–1893) und Verkehrsminister (1893) Brasiliens, Initiator und erster Rektor der Polytechnischen Schule der Universität Sao Paulo
- Carl Rudolf Poensgen (1863–1946), Industrieller, Kommerzienrat
- Emil Riebeck (1853–1885), Chemiker, Ethnologe und Forschungsreisender
- Kurt Erdmann Rosenthal (1871–1946), Generaldirektor der Brandenburgischen Electricitäts-, Gas- und Wasserwerke AG, Wegbereiter der Carbid- und Acetylenindustrie
- Michael Rotert (* 1950), Ingenieur, Vorstandsvorsitzender des Verbandes der deutschen Internetwirtschaft
- Carl Roth (1846–1929), Königlicher Kommerzienrat, saarländischer Industrieller
- Emil Schenck (1868–1957), Fabrikant, geschäftsführender Gesellschafter der Carl Schenck AG
- Joseph Schlink (1831–1893), Direktor der Friedrich Wilhelms-Hütte in Mülheim an der Ruhr, Mitgründer des Technischen Vereins für Eisenhüttenwesen sowie des Vereins Deutscher Eisenhüttenleute (VDEh)
- Adolf von Schübler (1829–1904), Eisenbahningenieur
- Konrad von Steiger (1862–1944), Schweizer Architekt, Berner Kantonsbaumeister
- Emil Striebeck († 1900), Verfahrenstechniker, Erfinder und Entwickler des Ammoniak-Soda-Verfahrens nach Striebeck-Honigmann
- Edward Uhl (1843–1906), Präsident und Mitbesitzer der New Yorker Staats-Zeitung
- Friedrich von Werdt (1831–1893), Schweizer Eisenbahningenieur und Gutsbesitzer, Berner Grossrat, Schweizer Nationalrat
- August von Würthenau (1827–1892), Eisenbahnbauingenieur